# Nevropatska bolečina
Nevropatska bolečina je bolečina, za katero je podlaga okvara zgradbe in/ali delovanja obkrajnega ali osrednjega živčevja. Srečamo jo predvsem pri bolnikih s sladkorno boleznijo,
postherpetično nevralgijo, možgansko kapjo, pri kroničnih ranah ipd. Bolniki jo pogosto opišejo kot ostro, zbadajočo, občasno ali kot občutek električnega udara.

## Delitev
Nevropatsko bolečino delimo na obkrajno (periferno), kadar je posledica poškodbe obkrajnega živčevja (npr. diabetična nevropatija, pasovec, nevralgija trivejnega živca) in osrednjo (centralno), kadar jo povzroči poškodba osrednjega živčevja (npr. po kapi, po poškodbi hrbtenjače, fantomska bolečina po amputaciji). Obkrajna nevropatska bolečina nastane zaradi okvare korenin ali hrbtenjačnih (spinalnih) živcev, najpogosteje na mestu oz. v višini okvare, medtem ko osrednja nevropatska bolečina nastopa pretežno na zgornjih ali spodnjih udih.

## Vzroki
Osrednjo nevropatsko bolečino lahko povzročijo poškodba hrtenjače, multipla skleroza, in nekatere oblike možganske kapi. Najpogostejši vzroki obkrajne nevropatske bolečine so sladkorna bolezen (glej diabetična nevropatija) in druge presnovne bolezni ter pasovec, nevropatije zaradi okužbe s HIV-om, toksini, motnje v preskrbi organizma z določenimi hranilnimi snovmi, imunske bolezni ter fizične poškodbe živčnih vlaken. Obkrajno nevropatsko bolečino lahko povzročijo tudi rakave bolezni, kadar se na primer tumor vrašča, poškoduje ali pretisne določene živčne niti, lahko pa je nevropatična bolečina tudi neželeni učinek kemoterapevtskega zdravljenja raka.

## Zdravljenje
Za zdravljenje nevropatske bolečine se uporabljajo protibolečinska zdravila. Izbira zdravila prvega izbora za zdravljenje nevropatske bolečine temelji na mnogih dejavnikih, kot so: patofiziologija bolečine, sočasne bolezni (npr. sladkorna bolezen, srčnožilne bolezni), součinkovanje z drugimi zdravili, farmakokinetika in farmakodinamika in možnost neželenih učinkov zdravil.
Pri blagi nevropatski bolečini se uporabljajo neopioidni analgetiki (nesteroidni antirevmatiki (NSAR), paracetamol ali metamizol), pri zmerni nevropatski bolečini kombinacija neopioidnega in šibkega opioidnega analgetika (npr. tramadol, kodein), pri hudi nevropatski bolečini pa kombinacija neopioidnega in močnega opioidnega analgetika (npr. morfin, fentanil). Na vseh stopnjah zdravljenja nevropatske bolečine uporabimo še dodatna zdravila, npr. antidepresive, antiepileptike.
Antidepresivi dosežejo analgetični učinek pri odmerkih, nižjih od antidepresivnih. Njihovo protibolečinsko delovanje naj bi bilo posledica zaviranja ponovnega privzema noradrenalina, antagonističnega delovanja na histaminske receptorje in receptorje NMDA, zaviranje α-adrenergičnih receptorjev ali zaviranje aktivnosti C-vlaken v hrbtenjači.
Antiepileptiki imajo različne mehanizme protibolečinskega delovanja. Fenitoin, karbamazepin in lamotrigin zavirajo natrijeve kanalčke, pri tem lamotrigin zavira tudi izločanje glutamata in drugih vzburjevalnih (ekscitatornih) aminokislin. Valproat zviša koncentracijo zaviralne (inhibitorne) aminokisline GABA, gabapentin in pregabalin pa zavirajo napetostne kalcijeve kanalčke, ki prenašajo signale, sprožene z aktivacijo receptorjev NMDA.
Pri lokalizirani nevropatski bolečini je lahko učinkovito dajanje lokalnih anestetikov, na primer v obliki lidokainskega obliža.